# Het geheugenspel (boek)
Het geheugenspel is een psychologische thriller van de Britse auteurs Nicci Gerrard en Sean French, onder het pseudoniem Nicci French. Het was hun eerste roman (gevolgd door Het veilige huis) en oorspronkelijk gepubliceerd door William Heinemann in 1997.

## Samenvatting
Op een koude herfstmorgen wordt in de tuin van een Engels landhuis het lichaam van een 16-jarig meisje opgegraven. Het is Natalie Martello, die in de zomer van 1969 spoorloos verdween en sindsdien, al 25 jaar lang, wordt vermist. Nu blijkt dat ze destijds is vermoord. Wie zou zo’n mooi en briljant meisje zoiets hebben aangedaan? En hoe is die gruwelijke misdaad in haar werk gegaan?

## Media
Van het boek is een gelijknamige film gemaakt, die uitgebracht werd op 17 mei 2023 in België en op 18 mei 2023 in Nederland.